# Gus O’Donnell, Baron O’Donnell

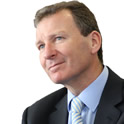
Gus O’Donnell, Baron O’Donnell

Augustine Thomas „Gus“ O’Donnell, Baron O’Donnell GCB (* 1. Oktober 1952) ist ein britischer Wirtschaftswissenschaftler, Diplomat und Regierungsbeamter, der seit 2012 als Life Peer Mitglied des House of Lords ist.

## Leben
Nach dem Besuch des Salesian College in London begann O’Donnell ein Studium der Wirtschaftswissenschaften an der University of Warwick, das er mit einem Master of Philosophy (M.Phil.) am Nuffield College der University of Oxford abschloss. Er war danach zwischen 1975 und 1979 Lecturer für Politische Ökonomie an der University of Glasgow und wechselte anschließend als Wirtschaftswissenschaftler in das Schatzamt (Treasury), ehe er zwischen 1985 und 1988 als Erster Sekretär an der Botschaft in den USA im auswärtigen Dienst tätig war. 1988 kehrte er als Leitender Wirtschaftsberater in das Schatzamt zurück und war danach zwischen 1989 und 1990 Pressesekretär von Schatzkanzler John Major.
Nachdem Major 1990 als Nachfolger von Margaret Thatcher Premierminister wurde, blieb O’Donnell dessen Pressesekretär und bekleidete diese Funktion bis 1994. In dieser Zeit gehörte er zu den Teilnehmern einer Sitzung des Kriegskabinetts, als am 7. Februar 1991 durch die Provisional Irish Republican Army ein Granatenangriff auf die Downing Street No. 10 verübt wurde. 1994 wurde er für seine bisherigen Verdienste Companion des Order of the Bath.
Im Anschluss kehrte er abermals in das Schatzamt zurück und war bis 1997 dessen Vize-Direktor sowie zugleich britischer Vertreter im Währungskomitee der Europäischen Union, ehe er als Gesandter für Wirtschaftsfragen an die Botschaft in den USA wechselte und dort zugleich britischer Exekutivdirektor beim Internationalen Währungsfonds (IWF) sowie bei der Weltbank war. Bereits wenige Monate später ging er jedoch wieder in das Schatzamt zurück, wo er bis 2000 sowohl Leiter der Direktion für Makroökonomie und Vorausschau als auch Leiter des Wirtschaftsdienstes der Regierung war. Nach einer darauf folgenden dortigen Verwendung als Leitender Direktor für Makroönomie und internationale Finanzen sowie als Vertreter des Schatzkanzlers bei der Gruppe der Acht, wurde er 2002 Permanent Secretary to HM Secretary und war damit bis 2005 höchster Verwaltungsbeamter im Finanzministerium. Für seine dortigen Leistungen wurde O’Donnell Knight Commander des Order of the Bath und führte fortan den Namenszusatz „Sir“.
Nach Beendigung seiner Tätigkeit im Schatzamt wurde er 2005 von Premierminister Tony Blair am 1. Dezember 2005 als Nachfolger von Andrew Turnbull zum Kabinettsekretär ernannt und war zugleich Ständiger Sekretär im Kabinettsamt sowie Leiter des Öffentlichen Dienstes (Head of Her Majesty’s Home Civil Service). Diese Funktionen bekleidete er auch unter Blairs Nachfolgern Gordon Brown und David Cameron bis zu seinem Eintritt in den Ruhestand am 31. Dezember 2011. Im Anschluss wurde er zum Knight Grand Cross des Order of the Bath erhoben. Die von ihm bekleideten Ämter wurden daraufhin aufgeteilt: Während Jeremy Heywood Kabinettssekretär wurde, wurde Bob Kerslake Leiter des öffentlichen Dienstes und Ian Watmore neuer Ständiger Sekretär im Kabinettsamt.
O’Donnell wurde durch ein Letters Patent vom 10. Januar 2012 als Baron O’Donnell, of Clapham in the London Borough of Wandsworth, zum Life Peer erhoben. Kurz darauf erfolgte seine Einführung als Mitglied des House of Lords. Im Oberhaus gehört er zur parteilosen Fraktion der Crossbencher.
Seit 2012 arbeitet O’Donnell für das Londoner Beratungsunternehmen Frontier Economics. 2014 wurde er zum Ehrenmitglied der British Academy gewählt.